# Nagyborovei meteorit
A Nagyborove egy 1895-ben Magyarországon hullott meteorit nemzetközi neve.

## Jellemző adatai
A Nagyborove meteorit 1895. május 9-én hullott le a Liptó vármegyei Nagyborove község határában. A kondritos meteorit össztömege 6 kg, típusa L5 (mint a Knyahinyai meteorité).

## Külső hivatkozások
- A magyarországi meteoritok listája
- A Kárpát-medencében hullott és talált meteoritok: Válogatás a Londoni Meteoritkatalógusból
- A nagyborovei meteorit a magyarországi meteoritokat bemutató Természettudományi Múzeum adatbázisban